# Societat de Ciències Aranzadi
La Societat de Ciències Aranzadi (basc Aranzadi Zientzia Elkartea), fundada en 1947 amb l'objecte de donar continuïtat a la labor de l'Eusko Ikaskuntza suprimida durant el franquisme, és una associació científica sense ànim de lucre els objectius del qual són la recerca científica del medi natural i humà i la divulgació dels resultats obtinguts. Pren el seu nom de l'il·lustre antropòleg guipuscoà Telesforo de Aranzadi (1860-1945), reconegut investigador de l'antropologia, l'etnologia, la prehistòria i les altres ciències afins.
Compta amb 1.700 socis i uns 150 investigadors distribuïts en tretze departaments. La Secretaria General de la Societat es troben a Zorroagagaina, 11, Sant Sebastià (Guipúscoa).

## Objectius

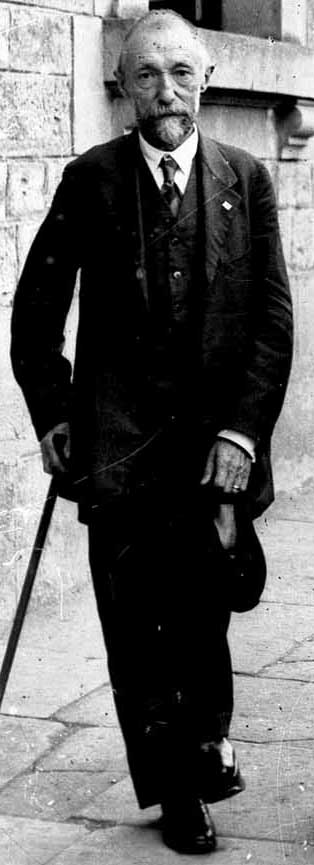
Telesforo de Aranzadi (1860-1945)

Des dels seus orígens, la Societat ha vingut desenvolupant nombroses activitats, fins al punt de ser una de les entitats de major significació en el camp de les Ciències Naturals i Antropològiques del País Basc. Des del 2001 consta com a Entitat d'Utilitat Pública i està constituït com un Centre d'Estudi i Recerca en el qual s'acullen diversos especialistes que realitzen els seus treballs conforme a plans i projectes específics.
En les diverses Seccions de Treball es desenvolupen estudis generals i de recerca pura, al mateix temps que es realitza una àmplia labor divulgativa per a major coneixement d'aquestes Ciències. Així mateix, es duen a terme tasques informatives per a una millor conservació del mitjà natural i del patrimoni Arqueològic i Etnogràfic, conjuntament amb els ens públics.

## Seus
- Zorroaga: La seva ubicació actual és la tercera seu històrica de la Societat des de 1996 després de les Torres de Arbide i el Museu de San Telmo.
- Palau Zarra de Góngora: Situat a Aranguren ha estat restaurat i dirigit a la divulgació i posada en valor del patrimoni mediambiental de la vall, així com la recerca dels llinatges. En col·laboració amb l'Ajuntament d'Aranguren i el Servei Navarrès d'Ocupació des del 2008 compta amb una Escola Taller en la que desenvolupen la seva labor una plantilla de set professors i 35 alumnes en pràctiques per un període de dos anys.
- Urdaibai Bird Center: Antic pavelló industrial rehabilitat situat al costat dels aiguamolls d'Arteaga d'estructura avantguardista i destinada a la recerca, protecció i difusió de l'avifauna de l'Urdaibai.
- Centre Leioa-Aranzadi: Caseriu Kortasenabarri obtinguda gràcies al conveni signat amb l'Ajuntament de Leioa amb la finalitat de potenciar la recerca científica de la biodiversitat i el patrimoni arqueològic, etnogràfic i natural de Leioa i el seu entorn.

## Publicacions periòdiques
Les revistes Aranzadiana i Munibe es van començar a publicar pràcticament des dels inicis de la Societat de Ciències Aranzadi. Munibe, fins a 1972, es va publicar com a apèndix del butlletí de la Reial Societat Bascongada d'Amics del País, i, en 1985, la revista Munibe es va dividir en dues i, en 1977, va néixer el butlletí d'astronomia.
- Aranzadiana: Òrgan científic de la Societat i el butlletí intern d'Aranzadi, que recull les activitats realitzades al llarg de l'any des de 1953.
- Munibe (Antropologia-Arkeologia): Publicació dirigida a la comunitat científica interessada en temes antropològics. Té una periodicitat anual i es completa amb diversos suplements. Està inclosa en el catàleg Latindex i està indexada per Anthropological Literature, Francis, Georef i Isoc.
- Munibe (Ciencias Naturales-Natur Zientziak): Publicació científica que posseeix una periodicitat anual i des de l'any 1949 publica treballs originals de recerca pertanyents a les àrees de Geologia, Botànica, Zoologia, Ecologia i Medi ambient. Inclosa al catàleg Latindex i indexada o resumida per Historical Abstracts, ICYT, Zoological Record, Francis, America, History and Life.

## Activitats
- Conservació i Recerca del Patrimoni Arqueològic i Etnogràfic de Guipúscoa (Seccions d'Antropologia, Arqueologia Històrica, Arqueologia Prehistòrica i Etnografia).
- Inventari i estudi de Recursos Naturals: Flora i Vegetació; Fauna de Vertebrats, etc. (Seccions de Botànica, Vertebrats i Invertebrats)
- Catàleg Micològic del País Basc (Secció de Micologia).
- Estudi sistemàtic dels massissos càrstics de Guipúscoa. Hidrogeologia, Geomorfologia i Bioespeleologia (Secció de Karstologia).

## Personatges il·lustres
Sota aquest epígraf, la Societat de Ciències Aranzadi vol recordar a una sèrie de personalitats que des dels àmbits de la cultura, de la recerca o de la ciència van donar suport al naixement de la Societat o han col·laborat en el seu desenvolupament i creixement. Per a alguns d'ells, els seus primers passos també van suposar una escola d'aprenentatge en la qual van comptar com a professors amb Telesforo de Aranzadi o José Miguel de Barandiarán.
- Telesforo de Aranzadi
- José Miguel de Barandiarán
- Jesús Elosegi
- Manuel Laborde
- Eduardo Chillida
- Juan San Martín
- Ramon Margalef i López

## Junta Directiva
- President: Francisco Etxeberria
- Vicepresident: Jokin Otamendi
- Tresorer: Rafael Zubiria
- Secretari: Javier Cantera
- Vocals: Juan Antonio Alduncin, Juan Arizaga, María José Iriarte, José Ángel Irigarai, Juan Mari Martínez Txoperena, Jabier Puldain.

## Departaments
- Antropologia Física
- Arqueologia
- Astronomia
- Botànica
- Entomologia
- Espeleologia
- Etnografia
- Geodèsia
- Geologia
- Herpetologia
- Mastozoologia
- Micologia
- Ornitologia